# Епархия Манандзари
Епархия Манандзари (лат. Dioecesis Mananiariensis) — епархия Римско-Католической церкви с центром в городе Манандзари, Мадагаскар. Епархия Манандзари входит в митрополию Фианаранцуа.

## История
9 апреля 1968 года Римский папа Павел VI выпустил буллу Perpetua florere, которой учредил епархию Манандзари, выделив её из архиепархии Фианаранцуа и епархии Таматаве (сегодня — Архиепархия Туамасины).

## Ординарии епархии
- епископ Робер Люсьен Шапюи (9 апреля 1968 — 29 декабря 1973);
- епископ Франсуа Ксавье Табао Мандзариманана (20 ноября 1975 — 24 мая 1999);
- епископ Жозе Альфредо Керес де Нобрега (30 октября 2000 — настоящее время).

## Источник
- Annuario Pontificio, Ватикан, 2007
- Булла Perpetua florere  (лат.)